# Vier kriegen ein Kind
Vier kriegen ein Kind  ist ein deutscher Fernsehfilm von Matthias Steurer aus dem Jahr 2015. Die Erstausstrahlung des Films war am 6. März 2015 in der ARD. In dem Film stehen Christina Hecke und Friederike Kempter sowie Marc Hosemann und Christian Näthe als jeweils homosexuelles Paar in den Hauptrollen vor der Kamera.

## Handlung
In Hamburg leben die Literaturprofessorin Neele und die Zahntechnikerin Steff in einer Lebenspartnerschaft. Sie erfüllen sich ihren Kinderwunsch mittels einer künstlichen Befruchtung. In der reproduktionsmedizinischen Praxis ihrer Frauenärztin kommt es jedoch zu einer Verwechslung. Der Erzeuger ist nicht der ausgesuchte junge Samenspender ohne Vaterambitionen, sondern der freundliche Sportjournalist Kalle Schmitz. Kalle plant mit seinem Lebenspartner, dem Immobilienmakler Jens, ebenfalls eine Familie zu gründen. Da die Leihmutter des Männerpaares im letzten Moment absagt, sieht das schwule Paar in der Verwechslung eine Chance. Sie wollen in jedem Fall aktiv die Schwangerschaft miterleben und auch danach für „ihr“ Kind da sein. Steff und Neele sind allerdings dagegen, mit dem Männerpaar gemeinsam das Kind großzuziehen. Neele versucht, die beiden über einen Vertrag abzuschütteln. Für sie sind Kalle und Jens lediglich zwei schwule Spießer mit gänzlich anderen Lebenseinstellungen. Bei allen Annäherungsversuchen ergeben sich daher immer mehr Reibereien. Jens hält Neele für kaltherzig und hat Bedenken, ihr ein Kind anzuvertrauen. Allerdings wird dem ungleichen Vierergespann schon bald klar, dass es hier nicht um die persönlichen Befindlichkeiten gehen darf. Es geht um ein Kind und um dessen Zukunft und da ist nicht Konflikt, sondern Kooperationsbereitschaft gefragt. So stellt sich mit der Zeit immer mehr gegenseitiges Vertrauen und ein richtiges „Vier“-Gefühl ein.
Steffs Eltern kommen mit der Situation, ein Enkelkind von einem Frauenpärchen zu bekommen, nicht gut zurecht. Daraufhin erwägt Steff, tiefverletzt, den Kontakt zu ihren Eltern abzubrechen. Wenig später erleidet sie eine Fehlgeburt. Nicht nur Steff, sondern auch Kalle ist am Boden zerstört. Um die Situation besser zu verarbeiten, flüchtet sich Kalle in seine Religiosität. Jens sieht das ganze pragmatischer und denkt darüber nach, erneut auf eine Leihmutter zurückzugreifen. Kalle jedoch empfindet das als Verrat. Auch Steff will von einer neuen Schwangerschaft nichts wissen. Allerdings spricht sie sich mit ihrer Mutter aus und hört nun von ihr, wie stolz diese auf ihre Tochter ist.
In ihren jeweiligen Krisen kommen sich die vier besonders nah. Angelegenheiten, die Steff mit Neele nicht besprechen kann, bespricht sie mit Kalle, und auch Jens findet in Neele eine gute Zuhörerin. Daraus entwickelt sich die Situation, dass sich nun Neele und Jens als zukünftige Eltern sehen. Bei einer Art Selbstversuch – Neele führt sich Jens’ Sperma mit Hilfe einer Spritze ein – „opfern“ sich die beiden Kandidaten und tatsächlich wird Neele schwanger.
Neun Monate später gibt es vier glückliche Eltern und eine Patchwork-Regenbogenfamilie.

## Rezeption

### Einschaltquoten
Die Erstausstrahlung am 6. März 2015 erreichte 2,56 Millionen Zuschauer, was einem Marktanteil von 8,2 Prozent entspricht.

### Kritiken
Rainer Tittelbach von tittelbach.tv meinten: „‚Vier kriegen ein Kind‘ ist nicht einfach nur eine unaufdringlich locker inszenierte Komödie über eine Regenbogenfamilie in freudiger Erwartung. Es ist zugleich ein Film, der sich durchaus ernsthaft und dramaturgisch klug mit diesem Thema befasst, es tiefgründig und zugleich nonchalant auslotet und dabei bestens unterhält. Ein schöner Nebeneffekt wäre es, wenn der Film durch die Normalität, wie er von gleichgeschlechtlicher Liebe – allerdings fast ohne Sex – erzählt, quasi im Vorbeigehen auch mögliche Vorurteile abbauen könnte gegenüber schwulen und lesbischen Paaren, die sich ein Kind wünschen.“
Bei der Neuen Deutschen Presse wertete Ulrich Feld: „Zunächst will der Film über weite Strecken überhaupt nicht in die Gänge kommen, was vor allem an der Charakterzeichnung liegt. Sowohl bei dem lesbischen Paar Steff/Neele als auch bei dem schwulen Paar Kalle/Jens ist jeweils ein Partner sehr gefühlsbetont und der andere mehr kopfgesteuert. Neele ist dazu noch kontrollversessen, was aber kaum als originell zu bezeichnen ist.“ Erst fast zum Schluss „gewinnt der Film an Tiefe, die Figuren an Kontur. […] Und dann schafft es der Film sogar noch, eine wirklich hübsche Schlusspointe anzubringen.“